# Novara (stad)
Novara is een stad in Italië, ongeveer halverwege Milaan en Turijn. Het is de hoofdstad van de gelijknamige provincie Novara in de regio Piëmont.

## Historische veldslagen
Door haar strategische ligging is de stad regelmatig het strijdtoneel geweest van veldslagen, zoals onder andere:
- 1 april 1500 - De Fransen versloegen hertog Ludovico Sforza van Milaan en namen hem in de slag gevangen.
- 6 juni 1513 - De Zwitsers versloegen als bondgenoten van Milaan de Fransen, waarna het bewind der Sforza's in Milaan hersteld werd.
- 8 april 1821 - Een gecombineerd Oostenrijks-Sardijns leger versloeg revolutionaire Sardijnse troepen, waarmee het absolutisme in Sardinië hersteld was.
- 23 maart 1849 - Nadat Karel Albert van Savoye de wapenstilstand met Oostenrijk op 12 maart heeft opgezegd wordt hij door Oostenrijk in de Slag bij Novara verpletterend verslagen.

## Bezienswaardigheden
- Kathedraal uit de 19de eeuw, met daarnaast liggend een baptisterium uit ongeveer het jaar 1000.
- S. Gaudenzo-kerk uit ongeveer 1700, met een koepeltoren uit de 19de eeuw, die een hoogte heeft van 112 meter.

## Sport
Novara Calcio is de professionele voetbalploeg van Novara en speelt in het Stadio Silvio Piola. Novara Calcio was actief op het hoogste Italiaanse niveau de Serie A.
Novara was meermaals etappeplaats in de wielerkoers Ronde van Italië. Twee keer lag de eindstreep van een etappe in Novara. Beide keren won er met Eddy Merckx (1968) en Tim Merlier (2021) een Belg in Novara.
Novara is ook de thuishaven van Agil volleybalteam. Een damesploeg uit de serie A1. De Belgische, uit Sint Truiden afkomstige, Britt Herbots is er al sinds 2020 hoek-aanvaller.

## Transport en economie in Novara
Ten noorden van de stad loopt de E64/A4, die van Turijn naar Brescia loopt. Aan noordoostzijde van de stad ligt tevens station Novara. Even ten noordoosten daarvan ligt de railterminal Novara CIM, een goederenoverslagstation voor containers. Verder liggen er enkele streekwegen rondom de stad.

## Geboren
- Campanus van Novara (ca. 1220–1296), wiskundige, astronoom, astroloog en arts
- Carlo Giuseppe Testore (± 1665–1716), bouwer van snaarinstrumenten
- Giuseppe Gola (1877-1956), hoogleraar botanica
- Rinaldo Barlassina (1898–1946), internationale scheidsrechter
- Carlo Emanuele Buscaglia (1915–1944), piloot in de Regia Aeronautica tijdens de Tweede Wereldoorlog
- Oscar Luigi Scalfaro (1918-2012), politicus en voormalig president
- Guido Cantelli (1920–1956), dirigent
- Umberto Orsini (1934), acteur
- Giovanni Lajolo (1935), geestelijke en kardinaal
- Giuseppe Saronni (1957), wielrenner
- Gian Domenico Borasio (1962), doceert palliatieve geneeskunde aan de Universiteit van Lausanne
- Domenico Fioravanti (1977), zwemmer en olympisch kampioen (2000)

## Galerij

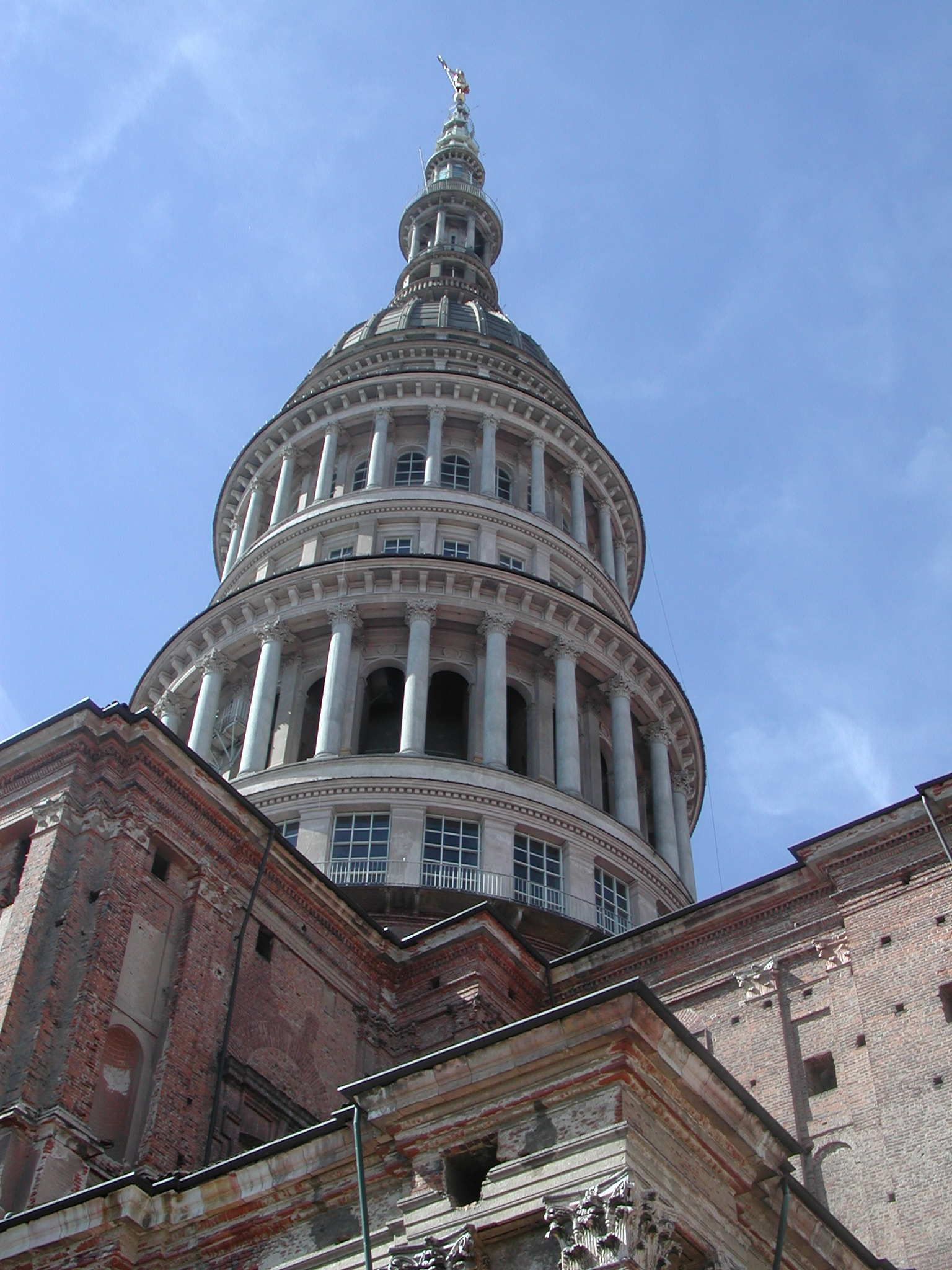
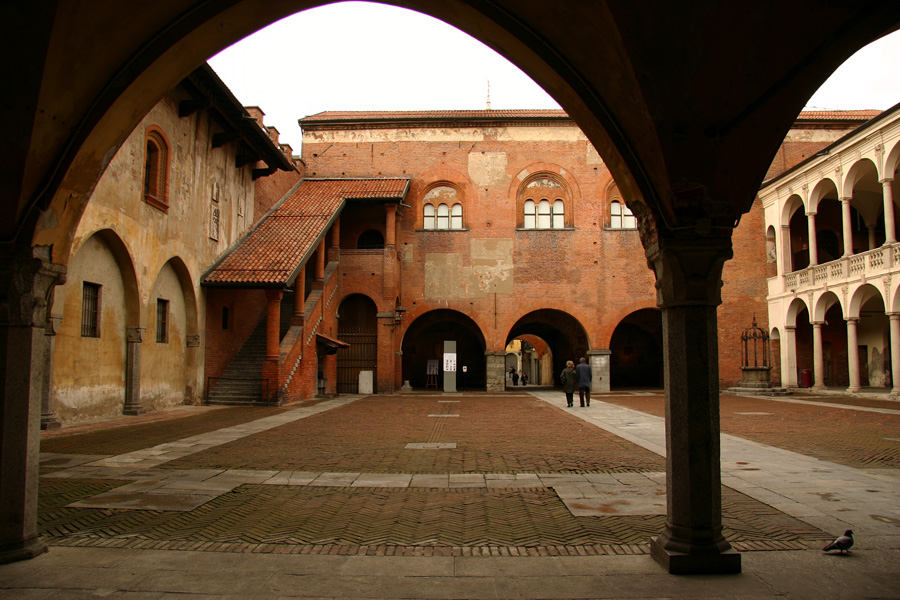
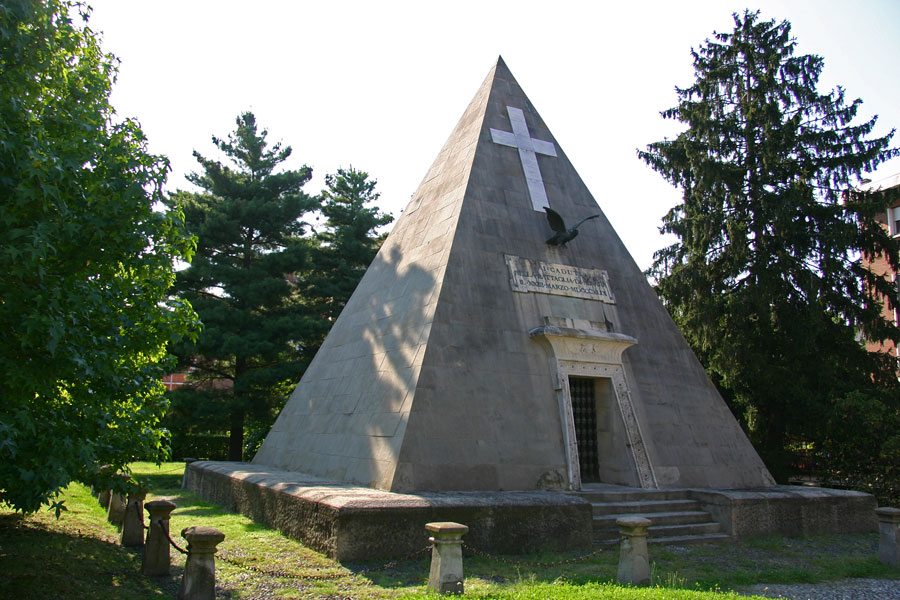
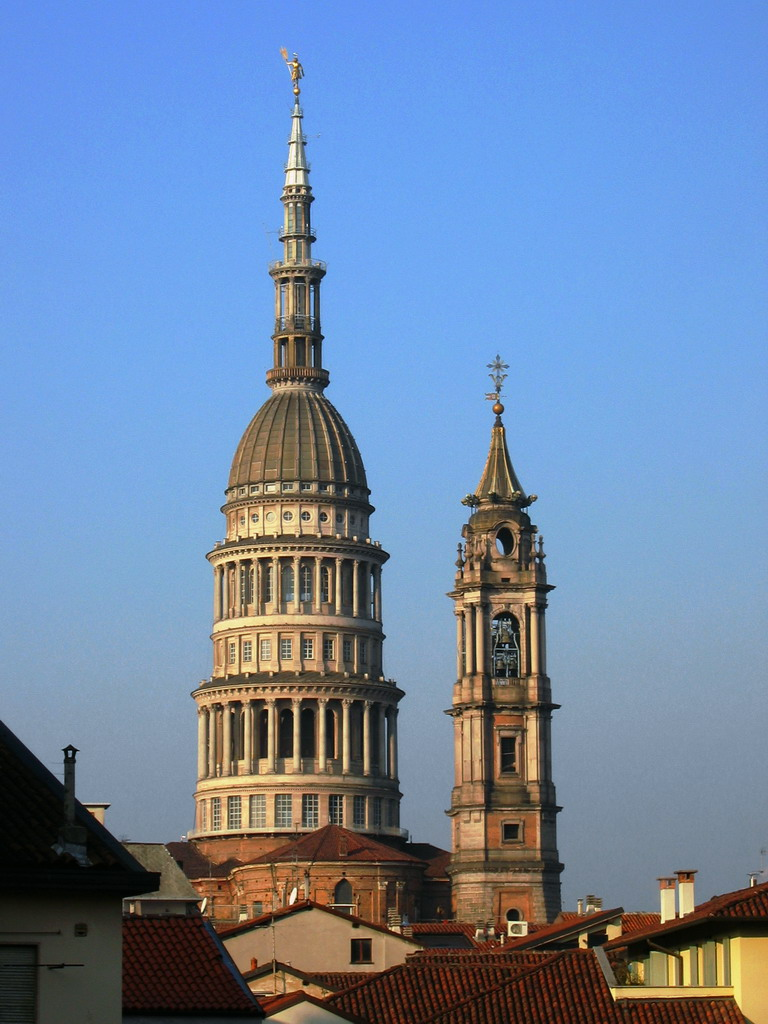

## Trivia
- Bernardo Provenzano zat een levenslange gevangenisstraf uit in een gevangenis in deze stad.